# Theaterakademie Köln

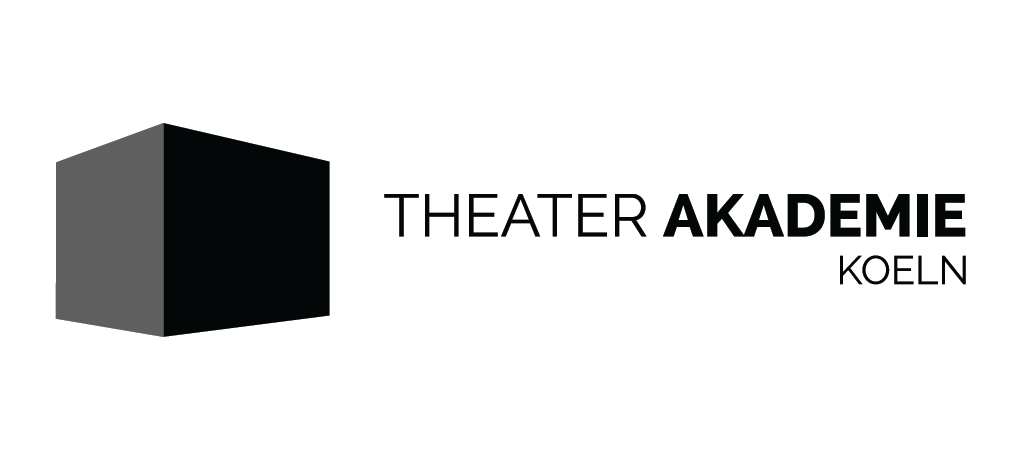
Logo der Schauspielschule Theaterakademie Köln

Die Theaterakademie Köln ist eine private Einrichtung zur Aus- und Weiterbildung von Schauspielern. Sie wurde 1997 von Bernhard Bötel (Schauspieler, Sprecher, Regisseur) gegründet. Seit Beginn des Sommersemesters 2013 ist Robert Christott Inhaber und Schulleiter. Schirmherr der Schule ist der kasachische Theaterregisseur und Goethe-Medaillen-Träger Bolat Atabajew. Derzeit befinden sich rund 70 Schülerinnen und Schüler in der Ausbildung. 
Die Theaterakademie Köln zeigt ihre Abschlussproduktionen im Orangerie Theater im Volksgarten, dem Freien Werkstatt Theater und dem artheater.

## Ausbildung
Die Theaterakademie Köln ist eine staatlich anerkannte berufsbildende Ergänzungsschule gemäß § 118 Abs. 1 SchulG NRW und gleichwertig anerkannt mit einer öffentlichen Berufsfachschule gemäß § 2 Abs. 2 BAföG. Die Ausbildung dauert vier Jahre und ist in acht Semester eingeteilt. Am Ende jedes Semesters findet eine versetzungsrelevante Zwischenprüfung statt. Abschluss der Ausbildung ist die Bühnenreifeprüfung und das Schauspieldiplom. Es folgt das ZAV-Vorsprechen auf der Probebühne der Theaterakademie Köln. 
Die Theaterakademie ist Mitglied im Verband freie Darstellende Künste NRW e. V.

## Inhalte
Das Ziel der Theaterakademie Köln ist die Ausbildung von selbständigen Künstlerpersönlichkeiten im Bereich der darstellenden Künste. Das beinhaltet die Möglichkeiten der Berufsausübung als Schauspieler im etablierten Theaterbetrieb (Stadt-, Staats- und Landestheater) und in den Bereichen Film & Fernsehen, Hörfunk und Synchron. 
Darüber hinaus liegt ein Schwerpunkt auf der Ausbildung für den freien Theaterbereich. Durch Inhalte wie Stückentwicklung, Regie, Dramaturgie, Videoschnitt oder szenisches Schreiben werden auch künstlerische Potentiale im produzierenden Bereich gefördert. Dadurch sollen die Schüler und Absolventen befähigt werden, eigene künstlerische Projekte zu realisieren und individuelle ästhetische Handschriften zu entwickeln.

## Fächer
- Schauspiel 
  - Grundlagen
  - Szenen- und Rollenarbeit
  - Improvisation
  - Projektarbeit (Erarbeitung von Theaterproduktionen im letzten Ausbildungsjahr, incl. Marketing, Kommunikation, Projektmanagement)

- Sprecherziehung/ Stimmbildung
  - Grundlagen in Gruppen- und Einzelarbeit
  - Mikrofon-/ Mediensprechen

- Gesang 
  - Gruppen- und Einzelgesang
  - Liedarbeit
  - Musiktheorie
  - Gehörbildung

- Körpertraining

- Tanz 
  - u. a. Butoh, Modern, Contemporary

- Kameratraining
  - Grundlagen durchgehend ab dem 3. Semester
  - Workshops bei verschiedenen Regisseuren und Redakteuren aus Film und Fernsehen
  - Casting-Workshops
  - Medienkompetenz (Medienanalyse, Videobearbeitung & -schnitt, Postproduktion) (ab WS 2013/14)

- Theorie 
  - Theater- und Filmgeschichte
  - Deutsch
  - Politik
  - BWL (Projektmanagement)
  - Existenzgründung für Schauspieler
  - Vertrags- und Arbeitsrecht
  - Dramaturgie
  - Regie (ab WS 2013/14)
  - szenisches Schreiben

## Kosten
Das Schulgeld beträgt derzeit 550 Euro pro Monat (Stand: Juni 2024). Eine Finanzierung durch BAföG und Bildungskredite ist möglich.

## Lehrkörper
Das Team der Theaterakademie Köln umfasst rund 25 Dozenten. Es wird besonderer Wert darauf gelegt, dass die Schüler im Verlauf der Ausbildung möglichst viele unterschiedliche Ansätze und Arbeitsweisen kennenlernen. Zu den Dozenten gehören unter anderem
- Bolat Atabayev
- Ragna Kirck
- Daniel Schüßler
- Christiane Bruhn
- Robert Christott
- Dorothee Föllmer
- Claudia Holzapfel
- Doris Dexl
- Judith Ouwens
- Andre Erlen
- Janosch Roloff
- Mariana Sadowska
- Christian Thrien
- Jens Lauterbach
- Safed Dreekmann
- Winfried Heil
- Lisa Glatz
- Kathrin Smith
- Janosch Roloff
- Thomas Wenzel